# Zaganu
A Zăganu (ejtsd Zögánu), magyarul Zagán vagy Zákányos, a Csukás-hegység keleti mellékgerince, mely látványosságában nem marad sokban el a főgerinctől. A  Kárpátkanyar egyik jelentős hegysége, mely a kárpáti főgerinctől, így az ezeréves határtól délre esik.

## Nevének eredete
A  szirtjei egykor a szakállas saskeselyűk (románul: zăgan) kedvelt lakóhelye volt, melyek sajnos mára teljesen kipusztultak. Újratelepítésük igen időszerű lenne, különösen hogy van európai program erre.

## A hegység betagolódása
A jelenlegi román és erdélyi földrajzi szakirodalom a Csukás-hegység részeként tartja számon, és jogosan, hiszen ugyanabból a konglomerát típusú kőzetből épül fel, mint nagytestvére, felszíni formái, gerince nagyban hasonlítanak a Csukáséra. A hegység a romániai Prahova megye területén fekszik.

## A hegység leírása
A Zákányos a kárpáti főgerinchez a Köröske (Chiurușca) illetve a Gödrös (Gropșoare) nyergen keresztül kapcsolódik 1663 méter magasságban, innen gerince délnek halad és az 1805 méter magas Válaszút (Răscruci) nevű csúcsán kapcsolódik a tulajdonképpen belőle lefutó Vörös-havashoz, majd tovább emelkedik a főcsúcsig, az 1883 m magas Gropșoare csúcsig. Onnan kezdve meg enyhén lejt, és a Rézhídon (Podul de Aramă) keresztül ér fel a Zákányos (Zăganu) nevezetű 1817 méteres csúcsára, mely egyben a legdélebbi jelentős csúcsa. Innen a gerinc hirtelen ereszkedik és a havasalföldi Szurdok/ Cheia üdülőtelepre lehet lejutni. Innen vagy még ereszkedés közben egy kelet felé tartó hosszabb völgyátszelés és kapaszkodó után feljutunk a Tatár-hágóra (Pasul Tabla Buții), mely a Tatár-havas szívében helyezkedik el.
A hegység oldalai meredekek, rengeteg sziklaképződményt sorakoztatnak fel, a gerincről gyönyörű kilátás nyílik elsősorban a nagy Csukás tömbjére, a Grohotis-hegységre, a Tatár-havasra, a Szilon-havasra, majd távolabb a Nagykőhavas, a Keresztényhavas, a Baj-hegység, a Bucsecs, illetve a Persányi/Krizbai-hegység, a Baróti-hegység, a Bodoki-havas, a Csomád, a Nemere , a Háromszéki-havasok , a Lóhavas és  a Pintillő látszik, délre pedig a Teleajen völgye nyílik ki amint Havasalföldre siet. Itt-ott egy-egy zerge is felbukkanhat.

## A hegység bejárása
Bejárása viszonylag egyszerű, a gerincre vagy a kárpáti főgerincről vagy a Vörös-havasról vagy Cheiáról lehet feljutni a legkönnyebben. A gerincén egyetlen jelzés: a fehér mezőben piros kereszt vezet végig. Néhol egy-egy lánc is segít a veszélyesebb helyeken. Megszállni a Csukás menedékházban, a Vöröshavasi menedékházakban, kempingben vagy Cheián szállodákban, panziókban, kulcsosházakban lehet.